# Hackney Diamonds
Hackney Diamonds dvadeset i četvrti je studijski album britanskoga rock-sastava The Rolling Stones. Diskografska kuća Polydor Records objavila ga je 20. listopada 2023. Na njemu gostuju Elton John, Lady Gaga, Paul McCartney, Stevie Wonder i bivši član sastava Bill Wyman. Prvi je studijski album novih pjesama od albuma A Bigger Bang iz 2005. i prvi uradak skupine objavljen nakon smrti bubnjara Charlieja Wattsa, koji je 2019. snimio svoje dionice za nekoliko pjesama. Dobio je uglavnom pozitivne kritike, a određeni su ga recenzenti proglasili najkvalitetnijim albumom sastava u proteklih nekoliko desetljeća. Sastav je podržao album singlovima, glazbenim spotovima i reklamnom kampanjom u sklopu koje je surađivao s prodavaonicama odjeće i raznim sportskim momčadima.

## Snimanje
„Snimili smo mnogo toga, ali nismo bili zadovoljni rezultatima. Neke su pjesme bile dobre, ali nisu bile odlične. [Gitarist Keith Richards i ja] rekli smo: 'Bit ćemo marljiviji i odredit ćemo si rok.' I tad je nastala čarolija. Sve smo snimili za tri ili četiri tjedna. Željeli smo brzo snimiti album i da nas sve vrijeme zabavlja. Mislim da smo postigli to što smo htjeli.”

Sastav je zadnji put objavio studijski album 2016., kad je izdan Blue & Lonesome, album obrada blues-pjesama. U to je vrijeme skupina počela snimati i nove pjesme s Donom Wasom, no taj je proces naposljetku obustavljen. Gitarist Keith Richards zaključio je da se to dogodilo, između ostalog, zato što pjevača Micka Jaggera nije zanimalo snimanje novih pjesama i zato što je on (Richards) obolio od artritisa i stoga morao izmijeniti stil sviranja. A Bigger Bang, dotad zadnji studijski album novih pjesama, objavljen je 2005., no grupa je s vremena na vrijeme objavljivala nove pjesme, među kojima su „Doom and Gloom” i „One More Shot”, snimljene za kompilaciju GRRR! iz 2012., te „Living in a Ghost Town” iz 2020. Sastav je godinama bio na turneji, ali kad su se njegovi članovi sastajali, samo su održavali probe za buduće nastupe i nisu snimali nove skladbe. Godine 2020. nastavio je snimati pjesme za novi album, ali snimanje je naposljetku prekinula pandemija koronavirusa. Godinu dana poslije dovršio je nekoliko novih pjesama, ali članovi se naknadno više nisu mogli usredotočiti na pisanje novih skladbi. Jaggera je frustrirao spor rad na albumu i predložio je Richardsu da, kad im u kolovozu 2022. završi turneja, dovrše album do Valentinova 2023. Richards je izjavio da ih je smrt bubnjara Charlieja Wattsa dodatno potaknula da dovrše album.
Sredinom 2022. Paul McCartney predložio je gitaristu Ronnieju Woodu da skupina počne raditi s Andrewom Wattom kako bi dovršila album; Jagger je prihvatio prijedlog jer mu se svidjelo kako Watt surađuje s dugogodišnjim sastavima u stvaranju novih pjesama. Sastav je krajem 2022. pozvao Watta na svoje probe u Electric Lady Studiosu, a u studenome te godine Watt je počeo snimati skupinu u losanđeleskom studiju Henson. U to je vrijeme McCartney snimio dionice za bas-gitaru na dvjema novim pjesmama skupine. Glavne snimke nastale su u četiri tjedna, a u iduća dva tjedna nastale su dodatne snimke; Jaggerovi vokali snimljeni su zasebno, i to kad su snimljene sve gitarske dionice. U lipnju 2023. bivši basist Bill Wyman izjavio je da je prihvatio Wattov prijedlog i da je poslije trideset godina prvi put snimao sa sastavom. Na albumu su se pojavili i doprinosi Eltona Johna, ali i posljednje Wattsove studijske snimke iz 2019. te prve snimke bubnjeva koje je za skupinu svirao bubnjar Steve Jordan. Završno snimanje albuma počelo je u prosincu 2022., do siječnja 2023. snimljene su ukupno 23 pjesme, a miksanje je dovršeno krajem veljače ili početkom ožujka. Sastav je naposljetku imao dovoljno pjesama za još jedan album; Jagger je pretpostavio da su dovršili 75 % njih u vrijeme objave Hackney Diamondsa. Studijski rad na albumu zabilježen je kamerama za posebnu televizijsku emisiju The Stones: Still Rolling.
Naslov albuma londonski je žargonski izraz za slomljeno staklo koje za sobom ostavljaju provalnici kad razbiju prozor kroz koji potom ulaze. Hackney se nalazi u središtu Londona i poznat je po visokoj stopi kriminala.

## Promidžba i objava
Universal Music Enterprises organizirao je promidžbu albuma diljem svijeta. Dana 17. kolovoza 2023. u Hackney Gazetteu pojavila se reklama koja je navijestila album uz spomen nekoliko pjesama Rolling Stonesa i prikaz njegova logotipa. Ubrzo nakon novinske reklame na stranicama Američkoga društva skladatelja, autora i izdavača pojavilo se dvanaest pjesama pripisanih Jaggeru i Richardsu, a u pisanju triju pjesama sudjelovao je Andrew Watt. Pet dana poslije na društvenim mrežama objavljena je ilustracija Pauline Almire, a Universal Music Group objavio je promidžbeni sajt s odbrojavanjem i pozivom obožavateljima da postave pitanja članovima sastava. Dana 29. kolovoza skupina je na društvenim mrežama objavila poveznice prema tom sajtu i fotografije na kojima je njezin logotip projiciran na raznim zdanjima diljem svijeta. Projekcije su trajale do 2. rujna, kad je grupa objavila odsjećak pjesme „Angry” na sajtu dontgetangrywithme.com; česte mrežne pogreške na tom sajtu navele su pojedine novinare na pomisao da je sajt namjerno tako oblikovan.
Dana 4. rujna skupina je službeno najavila album te je izjavila da će reći nešto više o njemu u razgovoru s televizijskim voditeljem Jimmyjem Fallonom. Taj se intervju uživo prikazivao dva dana poslije na službenom kanalu Rolling Stonesa na YouTubeu, a odvijao se u Hackney Empire Theatreu u Londonu. Sastav je otkrio koje su sve pjesme na albumu i kad će album biti objavljen, spomenuo je neke glazbenike koji su se pojavili na njemu te je odgovarao na pitanja obožavatelja. Glazbeni spot za pjesmu „Angry” premijerno je prikazan nakon završetka intervjua, a u njemu se glumica Sydney Sweeney vozi Los Angelesom u crvenom kabrioletu dok joj na putu članovi sastava pjevaju s velikih reklamnih postera.
Grupa je najavila pjesmu „Sweet Sounds of Heaven” 25. rujna 2023. u objavi na Instagramu, u kojoj je objavila djelić te pjesme i izjavila da će je tri dana poslije objaviti u cijelosti. Početkom listopada najavljeno je da će album podržati i modna linija Paula Smitha, a prodavaonice odjeće u Londonu i Tokiju počele su prodavati odjevne predmete povezane s Rolling Stonesom prije objave albuma.
Na popisu pjesama objavljenu 6. rujna nalazi se i „Rolling Stone Blues”, pjesma Muddyja Watersa po kojoj je sastav dobio ime, ali koju dotad nikad nije obradio. To je također jedna od pjesama koja je povezala Jaggera i Richardsa dok su bili mladi kad je Richards primijetio da Jagger u vlaku nosi primjerak albuma The Best of Muddy Waters.
Na omotu posebne gramofonske inačice albuma u ograničenoj nakladi prikazana je masa očiju i jezika, a na omotu inačice koja se prodaje u prodavaonicama albuma prikazano je napuknuto dijamantno srce koje okružuju crvene ruke. Za svaku je sjevernoameričku prvoligašku bejzbolsku momčad izrađen poseban omot albuma na kojem se nalazi logotip skupine u bojama svake pojedine momčadi, a na omotu ograničena KidSuperova izdanja nalazi se logotip skupine koji okružuju crveni otisci prstiju. Dan prije objave albuma nogometni klub Barcelona izjavio je da će objaviti nogometnu opremu kojom će podržati uradak.
Kako se počeo bližiti datum objave, sastav je počeo održavati probe za promidžbenu turneju i izjavio da bi na budućim koncertima mogla nastupati i virtualna inačica skupine. Premda u vrijeme objave grupa nije još najavila nijedan koncert, održala je nastup od sedam pjesama u njujorškom klubu Racket s Lady Gagom.

## Popis pjesama
Tekstovi i glazba: Mick Jagger i Keith Richards, osim gdje je označeno drukčije. 
| 1.    | »Angry«                  | Jagger, Richards, Andrew Watt | 3:46 |
| 2.    | »Get Close«              | Jagger, Richards, Watt        | 4:10 |
| 3.    | »Depending on You«       | Jagger, Richards, Watt        | 4:03 |
| 4.    | »Bite My Head Off«       |                               | 3:31 |
| 5.    | »Whole Wide World«       |                               | 3:58 |
| 6.    | »Dreamy Skies«           |                               | 4:38 |
| 7.    | »Mess It Up«             |                               | 4:03 |
| 8.    | »Live by the Sword«      |                               | 3:59 |
| 9.    | »Driving Me Too Hard«    |                               | 3:16 |
| 10.   | »Tell Me Straight«       |                               | 2:56 |
| 11.   | »Sweet Sounds of Heaven« |                               | 7:22 |
| 12.   | »Rolling Stone Blues«    | Muddy Waters                  | 2:41 |
| 48:23 |                          |                               |      |

## Recenzije
| Zbirne ocjene       | Zbirne ocjene |
| Izvor               | Ocjena        |
| ------------------- | ------------- |
| AnyDecentMusic?     | 7,7/10        |
| Metacritic          | 78/100        |
| Recenzije           |               |
| Izvor               | Ocjena        |
| AllMusic            | [ 54 ]        |
| Classic Rock        | [ 55 ]        |
| The Daily Telegraph | [ 56 ]        |
| Exclaim!            | 7/10          |
| Mojo                | [ 58 ]        |
| NME                 | [ 59 ]        |
| Pitchfork           | 4.5/10        |
| Ravno do dna        | 8/10          |

Nekoliko je recenzenata proglasilo Hackney Diamonds najboljim albumom sastava u proteklih nekoliko desetljeća. Dobio je uglavnom pozitivne kritike.
Stephen Thomas Erlewine dao mu je tri i pol zvjezdice od njih pet u recenziji za AllMusic napisavši da je to „samo [album] na kojem The Rolling Stones stvara dobre pjesme Rolling Stonesa, što je [...] pravo malo čudo nakon tolikog iščekivanja”. U osvrtu za Classic Rock Ian Fortnam dao mu je četiri i pol zvjezdice od njih pet izjavivši da sastav „u proteklih 40 godina nije snimio nijedan album koji ovako, baš do srži, zvuči kao Stones” i da je riječ o albumu koji „slušatelju samo potiče tek za još”.
Neil McCormick dao mu je najvišu ocjenu u recenziji za The Daily Telegraph te izjavio da je to „bučan i prljav klasik modernoga rocka” i da je sastav jednako dobar kao u sedamdesetim godinama 20. stoljeća. Daniel Sylvester, pišući za Exclaim!, dao mu je sedam bodova od deset izjavivši da sastav zvuči „bolje nego što bi trebao” na tom albumu. Zaključio je: „[P]remda mnogo tih pjesama zvuči kao da su im fokus-skupine pomogle podariti klasičan zvuk Rolling Stonesa, svejedno pogađaju metu zbog kvalitetnih izvedbi i nekih odličnih glazbenih odluka.”
U osvrtu za časopis Mojo James McNair dao mu je četiri zvjezdice od njih pet i nazvao ga „samosvjesnim tulumom koji u obzir uzima povijest”. Pišući za NME, Alex Flood dao mu je jednaku ocjenu i nazvao ga „pravom akrobacijom” koja je „odlična”. Zoran Stajčić dao mu je osam od deset bodova u recenziji za internetski časopis Ravno do dna zaključivši da se članovima sastava može „samo aplaudirati” jer su „ponosno istrčali svoj počasni krug”.
U negativnoj recenziji za Pitchfork Grayson Haver Currin dao mu je četiri i pol boda od njih deset izjavivši da se „ti industrijski divovi pokušavaju održati na površini dok se pokušavaju ponašati u skladu sa svojim imidžem umjesto u skladu sa svojim godinama”; zaključio je da pojedine pjesme „zvuče... kao Eagles koji ne pokušava biti zanimljiv” i „kao reklame [...], pjesme koje se prodaju kako bi se prodalo nešto drugo”.

## Zasluge
The Rolling Stones
- Mick Jagger – vokal, gitara, udaraljke; usna harmonika (na pjesmi „Rolling Stone Blues”)
- Keith Richards – gitara, prateći vokal, bas-gitara, glasovir; vokal (na pjesmi „Tell Me Straight”)[5]
- Ronnie Wood – gitara, bas-gitara, prateći vokal
- Charlie Watts – bubnjevi (na pjesmama „Mess It Up” i „Live by the Sword”)

Dodatni glazbenici
- Steve Jordan – bubnjevi (osim na 7., 8. i 12. pjesmi)
- Matt Clifford – glasovir (na 1., 3., 4., 5., 6., 7. i 9. pjesmi); Wurlitzerov električni glasovir (na 2. i 7. pjesmi); Rhodesov glasovir (na 5., 6., 9. i 10. pjesmi); klavijatura (na pjesmi „Mess It Up”); orgulje (na pjesmi „Driving Me Too Hard”); orgulje B3 (na pjesmi „Sweet Sounds of Heaven”); snimanje i tonska obrada vokala (na pjesmi „Live by the Sword”)
- Andrew Watt – prateći vokal (na 1., 2., 3., 5., 9. i 11. pjesmi); udaraljke (na 1., 3., 5. i 9. pjesmi); bas-gitara (na 2., 3., 5., 7. i 11. pjesmi); gitara (na 3. i 7. pjesmi); aranžman za gudački orkestar (na pjesmi „Depending on You”); klavijatura (na pjesmi „Mess It Up”); produkcija; miksanje (pjesme „Rolling Stone Blues”)
- Elton John – glasovir (na 2. i 8. pjesmi)
- James King – saksofon (na 2. i 11. pjesmi)
- Ron Blake – truba (na 2. i 11. pjesmi)
- Karlos Edwards – udaraljke (na 2. i 7. pjesmi)
- Benmont Tench – Hammondove orgulje (na 3., 5. i 6. pjesmi)
- Charlie Bisharat – violina (na pjesmi „Depending on You”)
- Songa Lee – violina (na pjesmi „Depending on You”)
- Alyssa Park – violina (na pjesmi „Depending on You”)
- Sara Parkins – violina (na pjesmi „Depending on You”)
- Michele Richards – violina (na pjesmi „Depending on You”)
- Tereza Stanislav – violina (na pjesmi „Depending on You”)
- Jennifer Takamatsu – violina (na pjesmi „Depending on You”)
- Philip Valman – violina (na pjesmi „Depending on You”)
- Luke Maurer – viola (na pjesmi „Depending on You”)
- Tom Lea – viola (na pjesmi „Depending on You”)
- Jacob Braun – violončelo (na pjesmi „Depending on You”)
- Paula Hochhalter – violončelo (na pjesmi „Depending on You”)
- David Campbell – aranžman za gudački orkestar, dirigent (na pjesmi „Depending on You”)
- Bill Wyman – bas-gitara (na pjesmi „Live by the Sword”)
- Lady Gaga – vokal (na pjesmi „Sweet Sounds of Heaven”)
- Stevie Wonder – glasovir, Rhodesov glasovir, Moogov glasovir (na pjesmi „Sweet Sounds of Heaven”)

Ostalo osoblje
- Serban Ghenea – miksanje
- Bryce Bordone – pomoć pri miksanju (osim pjesme „Rolling Stone Blues”)
- Giles Martin – miksanje za Dolby Atmos
- Joe Wyatt – pomoć pri miksanju za Dolby Atmos
- Matt Colton – mastering
- Paul LaMalfa – snimanje
- Marco Sonzini – snimanje
- Joe Dougherty – pomoć pri snimanju; pomoć u studiju (tijekom rada na pjesmi „Get Close”)
- Kelsey Porter – pomoć pri snimanju
- Tommy Turner – pomoć pri snimanju
- Pierre de Beauport – pomoć u studiju; snimanje (pjesme „Get Close”)
- Marc Van Gool – pomoć u studiju
- Ali Tamposi – pomoć pri snimanju (2. i 3. pjesme)
- Joe Brice – pomoć pri snimanju (osim 1., 3., 6. i 12. pjesme)
- Barnabas Poffley – pomoć pri snimanju (osim 1., 3., 6. i 12. pjesme)
- Rich Evatt – pomoć pri snimanju (osim 1., 3., 6. i 12. pjesme)
- Brendan Morawski – pomoć u studiju (osim tijekom rada na 1., 3., 6. i 12. pjesmi)
- Lars Fox – snimanje (od 5. do 11. pjesme)
- Dave O'Donnell – snimanje (pjesme „Dreamy Skies”)
- John Rooney – pomoć pri snimanju (pjesme „Dreamy Skies”)
- Dani Perez – pomoć pri snimanju (pjesme „Dreamy Skies”)
- Lee Foster – pomoć pri snimanju (pjesme „Dreamy Skies”)
- Krish Sharma – snimanje (7. i 8. pjesme)
- John Costello – pomoć pri snimanju (7. i 8. pjesme)
- Cheno Wang – pomoć pri snimanju (pjesme „Mess It Up”)
- Don Was – produkcija i snimanje bubnjeva (na pjesmi „Live by the Sword”)
- Studio Fury – dizajn, umjetnički direktor
- Paulina Almina – ilustracije
- Mark Seliger – fotografija

## Ljestvice
| Ljestvica                             | Najviša pozicija |
| ------------------------------------- | ---------------- |
| Argentina                             | 1.               |
| Australija                            | 1.               |
| Austrija                              | 1.               |
| Belgija (Flandrija)                   | 1.               |
| Belgija (Valonija)                    | 1.               |
| Češka                                 | 2.               |
| Danska                                | 1.               |
| Finska                                | 3.               |
| Francuska                             | 1.               |
| Grčka                                 | 2.               |
| Hrvatska (Top lista prodaje – strano) | 1.               |
| Irska                                 | 1.               |
| Island                                | 1.               |
| Italija                               | 2.               |
| Japan (Japanese Albums)               | 5.               |
| Japan (Japanese Combined Albums)      | 5.               |
| Japan (Japanese Hot Albums)           | 4.               |
| Kanada                                | 8.               |
| Litva                                 | 68.              |
| Nizozemska                            | 1.               |
| Norveška                              | 1.               |
| Novi Zeland                           | 1.               |
| Njemačka                              | 1.               |
| SAD (Billboard 200)                   | 3.               |
| SAD (Top Rock Albums)                 | 2.               |
| Škotska                               | 1.               |
| Španjolska                            | 2.               |
| Švedska                               | 1.               |
| Švicarska                             | 1.               |
| Ujedinjeno Kraljevstvo                | 1.               |